# Bibimbap
Bibimbap  (비빔밥), undertiden anglificeret som bi bim bap eller bi bim bop, er en koreansk ret. Ordet betyder bogstaveligt "blandet ris". Bibimbap serveres som en skål varm hvid ris dækket med namul (sautéed og krydrede grøntsager) og gochujang (chilipasta), sojasovs eller dojang (en fermenteret sojabønnepasta). Et råt eller stegt æg og skiver (normalt oksekød) er almindelige tilsætninger. Den varme ret omrøres grundigt lige før man spiser. 
I Sydkorea er Jeonju, Jinju og Tongyeong især berømte for deres versioner af bibimbap.  I 2011 blev retten noteret som nummer 40 på Verdens 50 mest lækre retter ved en læserundersøgelse foretaget af CNN Travel. 

## Historie
Navnet bibimbap blev adopteret i begyndelsen af det 20. århundrede. Fra Joseon-perioden (1392-16. århundrede) frem til det 20. århundrede blev bibimbap kaldt goldongban, hvilket betyder ris fremstillet ved at blande forskellige typer mad. Denne skål blev traditionelt spist på tærsklen til det nye måneår, da folkene på det tidspunkt følte, at de måtte slippe af med alle de resterende retter inden det nye år. Løsningen på dette problem var at sætte alle rester i en skål ris og blande dem sammen.  Bibimbap anses også for at være blevet spist af landmændene i landbrugssæsonen, da det var den nemmeste måde at lave mad til mange mennesker på. Bibimbap blev serveret til kongen som en frokost eller mellemmåltidsmad. 
Bibimbap er først nævnt i Siuijeonseo, en anonym kogebog fra slutningen af det 19. århundrede. Der kaldes den 부 븸밥 (bubuimbap).  Nogle lærde hævder, at bibimbap stammer fra den traditionelle praksis for at blande alle de madoffer, der er lavet ved et forfædreritual (jesa) i en skål, inden de fortærer det. 
Siden slutningen af det 20. århundrede er bibimbap blevet udbredt i forskellige lande på grund af dens bekvemmelighed ved tilberedningen. Det serveres også på mange flyselskaber, der forbinder Sydkorea.

## Ingredienser
Grøntsager, der almindeligvis anvendes i bibimbap, omfatter juluenneret agurk, squash, mu (koreansk radise), svampe, doraji (kinesisk klokkkeblomst-rod) og gim (søgræs), samt spinat, sojabønnespirer og gosari (bregnerstængler). Dubu (tofu), enten ren eller sautéed, eller etsalatblad kan tilsættes, og kylling eller skaldyr kan erstatte oksekød. Til visuel appel bliver grøntsagerne ofte placeret så tilstødende farver supplerer hinanden. I den sydkoreanske version er sesamolie, rød peberpasta (gochujang) og sesamfrø tilsat.

## Variationer
- Bøf tatar-bibimbap (yukhoe-bibimbap) [1]
- Ferskvandsslak sojabønnepasta bibimbap (ureong-dojang-bibimbap) [1]
- Varm stengryde-Bibimbap (dolsot-bibimbap) [1] er en variation af bibimbap serveret i en meget varm dolsot (stengryde), hvor et råt æg koges mod skålens sider. Skålen er så varm, at alt, der berører det, sizzles i minutter. Før risen er anbragt i skålen, er bunden af skålen overtrukket med sesamolie, hvorved risen, der berører skålen, får en skarp, gyldenbrun farve (누릉지). Denne variation af bibimbap serveres typisk til bestilling, med æg og andre ingredienser blandet i gryden lige før fortæring.
- Jeonju-bibimbap, med ris kogt i oksekødsbouillon i stedet for vand [11][12]
- Jinju-bibimbap, serveret med råt eller kogt oksekød [13][14]
- Råfisk bibimbap (hoe-deopbap) [1]
- Roe bibimbap (albap)
- Spicy svinekød bibimbap (jeyuk-bibimbap) [1]
- Spire bibimbap (saessak-bibimbap) [1]
- Tongyeong-bibimbap, serveret med fisk og skaldyr [13]
- Vild vegetabilsk bibimbap (sanchae-bibimbap) [1]

Byen Jeonju (전주), hovedstaden i Nordjeolla-provinsen i Sydkorea , er berømt i hele landet for sin version af bibimbap , der siges at være baseret på det kongelige køkkens retter fra Joseon-dynastiet. 
En yderligere variation af bibimbap, kaldet hoedeopbap (회덮밥), bruger en række rå havingredienser, såsom tilapia, laks, tun eller nogle gange blæksprutte, men hver skål ris indeholder normalt kun en slags forskellige ingredienser. Udtrykket hoe i ordet betyder rå fisk. Retten er populær langs kysterne i Korea, hvor fisk er rigelige.
Der er også mange andre slags bibimbap, såsom spire-bibimbap, vild krydderurt-bibimbap og messingskål-bibimbap.

## Symbolik
Bibimbap ingredienser er rige på symbolik. Sorte eller mørke farver repræsenterer nord og nyrer - for eksempel shiitake-svampe, bregner eller alger. Rød eller orange repræsenterer syd og hjertet med chili, gulerødder og jujube stævnemøder. Grøn repræsenterer øst og leveren, med agurk og spinat. Hvid er vest eller lungerne, med fødevarer som bønnespirer, radise og ris. Og endelig gul repræsenterer midten eller maven. Fødevarer omfatter græskar, kartoffel eller æg.